# Paganini från Saltängen
Paganini från Saltängen är en svensk TV-serie i fyra delar från 1987, regisserad av Kurt-Olof Sundström. I rollerna ses bland andra Pontus Gustafsson, Margreth Weivers och Jan Nygren.

## Handling
Serien utspelar sig under stumfilmsepoken 1912–1930 och kretsar kring fabrikslärlingen Arvid Sjögren. Han blir violinist på biograf och lyckas därmed klättra några pinnhål på samhällsstegen. De fyra avsnitten hette Nybörjaren, Flyttningen, Bröllopet och Katastrofen.

## Rollista
- Pontus Gustafsson	– Arvid Sjögren
- Margreth Weivers – Göta
- Jan Nygren – Olsson
- Cecilia Nilsson – Emma
- Solveig Ternström	– Louise Rakel
- Kjell Bergqvist – John
- Inga-Lill Andersson – Karin
- Helge Skoog – Helge
- Krister Henriksson – Persenius
- Mona Lundgren	– Ellabella
- Ulla Akselson – Berta Borg
- Carl Billquist – disponent
- Nils Eklund – Fritiof
- Lars Hansson - Sture
- Peter Harryson – arbetare
- Krister Hell – Tapper
- Pia Johansson – Lillan
- Gun Jönsson – Emelia
- Gustav Kling – Kjell
- Gösta Krantz – orkesterledare
- Fillie Lyckow – friherrina
- Birger Malmsten – Andreasson
- Per Myrberg – ryttmästare Borg
- Claes Månsson – arbetare
- Bertil Norström – Gustaf Adolf Olsson
- Lasse Petterson – maskinist
- Marie Richardson – Stina
- Gun Robertson – påkläderska
- Mille Schmidt – cellist
- Marianne Stjernqvist – fru Lindgren
- Kurt-Olof Sundström – Rabinowitsh
- Claire Wikholm – Rita
- Iwar Wiklander – Alvar
- Marvin Yxner – Sten

## Om serien
Serien producerades av Lars Bjälkeskog för Sveriges Television AB TV1. Den fotades av Leif Benjour och visades i fyra femtiominutersavsnitt mellan den 16 mars och 7 april 1987. Musiken komponerades av Örjan Fahlström.